# Represivna tolerancija
Represivna tolerancija je koncept u političkoj teoriji kojega zasniva znameniti marksistički autor Herbert Marcuse u svojem istoimenom djelu iz 1965. godine, objavljenom u knjizi "Kritika čiste tolerancije" ("A Critique of Pure Tolerance", koautori Robert Paul Wolff, Barrington Moore Jr. i Herbert Marcuse, izdanje Beacon Press, Boston), a gdje bi se smatralo ispravnim odlučno iskazivanje netolerancije prema čak i umjerenim desnim politikama i stajalištima;  to stoga što su - prema Marcuseovom viđenju - ljevičarske politike preduvjet pravog oslobođenja čovjeka. Marcuse smatra da je ispravno da manjina prakticira netoleranciju prema većini, ako manjina nastupa s ljevičarskih političkih pozicija - jer Marcuse smatra svaku političku ljevicu moralno superiornom bilo kojoj i bilo kakvoj (makar i najumjerenijoj) političkoj desnici.
Herbert Marcuse se zalaže za takvo poimanje tolerancije, gdje bi se smatralo dopuštenim iskazati maksimalnu netoleranciju prema 1965. godine u industrijaliziranom svijetu prevladavajućim politikama, ponašanjima i stavovima, te prema samoj ideji tolerancije kakva je bila uobičajena u tadašnjim društvima demokratskih zemalja - koje on naziva "totalitarnom demokracijom"; a kako bi se s vremenom postiglo jedno drugačije društvo, u kojem će biti moguća jedna drugačija, moralno ispravnija tolerancija. Marcuse posve nedvosmisleno objašnjava da on smatra moralno prihvatljivim da se bude krajnje netolerantan prema svim stajalištima, akterima i politikama političke desnice, a da se naprotiv mora biti posve tolerantan prema političkoj ljevici. Takvo toleriranje obuhvaća i toleriranje ljevičarskog radikalizma, dok je naprotiv moralno pravilno biti netolerantan i prema umjerenoj desnici, jer je ona nužno "reakcionarna". Ako postoji opasnost da desničarski stavovi u situaciji ljevičarske vladavine postanu prevladavajući u narodu, Marcuse to kvalificira "opasnošću stvaranja subverzivne većine", na koju se mora reagirati odlučnim mjerama represije. Marcuse posve izričito predlaže provođenje "politike nejednakog tretmana" (eng. "policy of unequal treatment") na štetu desnice, gdje bi se koristila "diskriminirajuća tolerancija" protiv desničara, osobito ograničavajući desničarima (čak umjerenim desničarima) pristup "sredstvima masovnog nagovaranja", kako bi se ojačalo "potlačene u odnosu na tlačitelje"; to stoga što se prema Marcuseu "drugoj strani" ne može priznati jednako pravo, jer je ona "očigledno regresivna i usporava napredak ljudskoga stanja". Kao očitu i prema Marcuseu savršeno prihvatljivu konzekvenciju načela represivne tolerancije, on iznosi da se načelo o vladavini većine naroda ne može tretirati kao prihvatljivo, sve dok ta većina naroda ne prihvaća ljevičarske političke nazore.
U svojem djelu "Esej o oslobođenju" iz 1969. godine, Marcuse - u kontekstu tada modernih ljevičarskih strujanja u demokratskim zemljama - naziva tadašnje demokracije "reakcionarnim režimima", te govori o moralnoj obvezi da se iskazuje građanski neposluh takvim "režimima" i dapače da se upusti u tzv. "direktnu akciju" protiv njih; jer da se ti demokratski "režimi" koriste zakonom i redom "buržoaskog liberalizma" kao jednom "kontrarevolucionarnom snagom".
U državama u kojima je u Marcuseovo vrijeme bila na vlasti radikalna ljevica (komunisti) provodila su se mjere ograničavanja slobode desnice uskraćivanjem slobode javnog govora, donekle nalik Marcuseovim prijedlozima - tako primjerice u SFR Jugoslaviji, odnosno u Socijalističkoj Republici Hrvatskoj kao njezinom dijelu.
Ronald Bayer nalazi (1981. godine) da je LGBT pokret koristio Marcuseovo viđenje o represivnoj toleranciji, za razvoj metoda borbe za prava LGBT osoba.
Marcuseove ideje o represivnoj toleranciji i provođenju revolucije na nove načine imale su značajan utjecaj na formiranje nove ljevice, čega je i on sam bio posve svjestan.
Prema nekim autorima, u suvremenom društvu SAD-a je koncept represivne tolerancije uhvatio dubokog korjena. Sandra Dzenis iznosi 2020. godine ocjenu da su Marcuseove ideje u toj zemlji bitno pridonijele prihvaćanju koncepta tzv. političke korektnosti. Stephen Brookfields ocjenjuje (2005.) da je koncept represivne tolerancije oštro suprotstavljen s - u sveučilišnom obrazovanju i drugim oblicima obrazovanja odraslih osoba inače visoko poštovanom - načelom da u diskusijama treba uključiti prikazivanje najšire moguće raznolikosti perspektiva i intelektualnih tradicija; prema Brookfieldsu, koncept represivne tolerancije promiče u svijetu obrazovanja odraslih drugačiju ideju, da bi trebalo promovirati normalnost centralnih pozicija, prikazujući alternative kao nešto egzotično.

## Citati
Herbert Marcuse:
Oslobađajuća bi tolerancija, dakle, značila netoleranciju prema desničarskim pokretima i toleranciju prema ljevičarskim pokretima. Što se tiče opsega te tolerancije i netolerancije: primjenjivale bi se na stadij djelovanja, rasprave i propagande, djela i riječi.
...
...ideja tolerancije implicira da će proturječna skupina ili pojedinci nužno postati nelegitimni ako/kada uspostavljena legitimnost spriječi i suzbije razvoj različitih oblika mišljenja. To nije slučaj samo u totalitarnome društvu, diktaturi i državama s jednom strankom, nego i u demokraciji (predstavničkoj, parlamentarnoj ili ‘izravnoj’), gdje većina ne proizlazi iz razvoja neovisne misli i mišljenja, već iz monopolističkoga ili oligopolističkoga upravljanja javnim mišljenjem, bez terora i (obično) bez cenzure... Demokratska ideologija na taj način prikriva svoj manjak supstancije.
...
... ograničavanjem slobode desnice neutralizirala bi se sveprisutna nejednakost slobode (nejednak pristup sredstvima demokratskoga uvjeravanja) i ojačalo bi se potlačene spram tlačitelja... Što se tiče zlobnih primjedbi da bi takva strategija uništila sveto liberalističko načelo jednakosti za ‘drugu stranu’, tvrdim da u nekim slučajevima ‘druga strana‘ ne postoji, osim u formalističkome smislu, ili je dokazivo ‘regresivna’ i sprječava moguće poboljšanje čovjekova stanja.

(Prema prijevodu S. Bašić)

## Vanjske poveznice
- "Represivna tolerancija", prijevod na hrvatski jezik, objavljen u "Čemu : časopis studenata filozofije", Vol. X No. 20., 2011.
- “Repressive Tolerance”: Herbert Marcuse’s Exercise in Social Epistemology, Rodney Fopp, Social Epistemology, 24:2, 105-122,  2010.
- "Repressive toleration revisted: Mill, Marcuse, MacIntyre: Alex Callinicos" John Horton, Susan Mendus (urednici), Routledge, 2009.
- "Repressive Tolerance in a Political Context: Academic Freedom in Apartheid South Africa", Beth le Roux, History of Education Quarterly, Volume 58, Issue 3, August 2018, pp. 461 - 466
- "Revisiting Marcuse on Repressive Tolerance: A Twenty-First Century Retrospective", David Ingram, The Marcusean Mind, 1-21, 2024